# Illis quorum
Illis quorum meruere labores (latin: "åt dem vars gärningar gör dem förtjänta av det"), vardagligt kallad Illis quorum, är en svensk kunglig medalj (Regeringens belöningsmedaljer) som utdelas av regeringen för att belöna insatser för kulturella, vetenskapliga och andra allmännyttiga ändamål. Den instiftades av kung Gustav III år 1785 och delades fram till 1975 ut av Kungl. Maj:t. Inskriptionen är ett citat ur den romerske skalden Sextus Propertius bok Elegier.
Medaljen präglas i flera storlekar av guld samt bärs i kedja eller band (blått med gul rand på vardera sidan). Den är krönt med kunglig krona och pryds på åtsidan av den regerande monarkens porträtt. 18:e storleken med kedja är den högsta graden. Benämningarna på de olika valörerna i fallande ordning med tillhörande traditionella förkortningar är:
- Medaljen Illis Quorum i guld av 18:e storleken med kedja (GMiq18mkedja)
- Medaljen Illis Quorum i guld av 12:e storleken (GMiq12)
- Medaljen Illis Quorum i guld av 8:e storleken (GMiq8)
- Medaljen Illis Quorum i guld av 5:e storleken (GMiq5)

## Medaljörer (ej komplett)

### 1800-1899
- Ingemar Ehrenberg, Flottans mekaniska corps - 1800 (för resande av Obelisken på Slottsbacken)[5]
- Pehr af Bjerkén den yngre, regementsläkare vid Svea livgarde  - 1808
- Fabian Philip, grundare av segelduksfabrik i Karlskrona - 1816
- Lars Olsson i Groröd, bondeståndets talman, fick medaljen av 18 storleken i guld, att bäras i kedja om halsen - (1819)
- Philip Jeremias, grundare av oljeslageri och andra verksamheter i Norrköping - 1820[6]
- Rafael Ginard i Sabater, skeppare i Port d'Alcúdia (Mallorca) - 1848 (femte storleken)[7]
- Olof Berntsson, storbackefiskare, Klädesholmen 1865[8]
- Sofia Charlotta Wilkens, grundare av Dövstumsskolan i Karlskrona - 1873
- Lea Ahlborn, konstnär och kunglig gravör - 1883
- Hilma Zander, lärare - 1883
- Emilie Zander, lärare - 1883
- Karin Åhlin, grundare av Åhlinska skolan - 1890
- Abraham Rundbäck, politiker - 1892
- Sophie Adlersparre, kvinnorättsaktivist - 1895
- Emmy Rappe, sjuksköterska - 1895
- Hilda Caselli, pedagog - 1896 (femte storleken)[9]
- Selma Levina Giöbel, textilkonstnär, skulptör och konsthantverkare - 1898

### 1900-1974
- Georgina Nisbeth, skolföreståndare - 1900
- Frans Wilhelm Warfvinge, läkare, Kungl. livmedikus, direktör/överläkare Sabbatsbergs Sjukhus, styrelseledamot för Sofiahemmets sjuksköterskeskola - 1904 (artonde storleken)
- Anna Sandström, skolföreståndare - 1904
- Eva Rodhe skolföreståndare - 1904
- Sigrid Rudebeck, skolföreståndare - 1905
- Carl Bendix, hovintendent - 1906
- Gertrud Adelborg, föreståndare för Fredrika-Bremer-förbundets expedition - 1907
- Märtha von Friesen, skolföreståndare - 1909
- Agda Montelius, född Reuterskiöld, filantrop - 1910
- Theodor Erlandsson, museiman - 1911
- Per Rösiö lantbruksskoleföreståndare - 1912
- Oda Berg, född Angeldorff, hemslöjdspionjär - 1913
- Sofi Almquist, född Hultén, lärare, skolstiftare och skolföreståndare - 1914
- Sigrid Göransson, filantrop - 1914
- Henrik Cavalli, ämbetsman och politiker - 1916 (artonde storleken)[10]
- Gertrud af Klintberg, expeditionsföreståndare vid Föreningen för Välgörenhetens ordnande
- Emilie Rathou, nykterhetsivrare, feminist - 1918
- Anna Whitlock, skolföreståndare - 1918
- Herman Wrangel, utrikesminister, överstekammarherre - 1918
- Kerstin Hesselgren, yrkesinspektör, riksdagsledamot - 1918 (5:e storleken)[11]
- Ellen Widén, f. Murray, landshövdingska, initiativtagare till friluftsmuseet Jamtli - 1920
- Elsa Brändström, krigssjuksköterska, med. dr hc - 1920
- Frigga Carlberg, kvinnosaksaktivist, barnhemsgrundare, författare - 1921 (åttonde storleken)
- Prins Eugen av Sverige - 1923 (18:e storleken)[12]
- Ludvig Munthe - 1923 (12:e storleken)
- Oscar von Sydow - 1923 (18:e storleken)
- Matilda Widegren - 1923 (8:e storleken)
- Ingeborg Walin - 1923 (8:e storleken)
- Maja Sjöström - 1923 (5:e storleken)
- Anna Montelius, korrekturläsare av lagboken - 1923 (5:e storleken)
- Herman Schlytern, byrådirektör - 1923 (18:e storleken)
- Louis Delavaud, fransk minister i Sverige - 1924 (18:e storleken)[13]
- Louis Améen, justitieråd - 1924 (12:e storleken)
- Jan Berglund, riksdagsman - 1924 (8:e storleken)
- Lilli Zickerman, initiativtagare till Föreningen för Svensk Hemslöjd - 1924 (8:e storleken)
- Louise Falkenberg - 1924 (12:e storleken)
- Alma Brunskog - 1925 (5:e storleken)[14]
- Emilia Barthelson, stengravör - 1925 (5:e storleken)[14]
- Ann Margret Holmgren, född Tersmeden, skriftställare - 1925 (åttonde storleken)[14]
- Johan Kalén, folkskollärare - 1925 (8:e storleken)[14]
- Anna Rappe, friherrinna - 1925 (8:e storleken)[14]
- Augusta Westerberg, seminarierektor - 1925 (8:e storleken)
- Calla Curman, professorska - 1925 (12:e storleken);
- John Vennerholm, f.d. rektor - 1925 (12:e storleken)
- Gustaf Rydberg, kungl. målare - 1925 (12:e storleken)
- Gabriel Thulin, regeringsråd - 1925 (12:e storleken)
- Knut Agathon Wallenberg, bankdirektör, minister - 1926 (18:e storleken)[15]
- Alma Hedin, välgörenhetsidkare, memoarförfattare, politiker, brodern Sven Hedins sekreterare - 1926 (8:e storleken)
- Selma Lagerlöf, författare, fil. dr hc - 1926 (12:e storleken)
- Edward Rettig, överste - 1927 (8:e storleken)[16]
- Agnes Branting, textilkonstnär - 1927 (8:e storleken)
- Carin Helena Wästberg, konsthantverkare - 1927 (8:e storleken)
- Jacob Hägg, konteramiral - 1927 (12:e storleken)
- John Karlsson (12:e storleken)
- Algot Friberg - 1927 (12:e storleken)
- Hjalmar Olsson – 1927 (8:e storleken)
- Ezaline Boheman, redaktör, skönlitterär översättare, kvinnosakspionjär, styrelseled. för Svenska Hem m.m. - 1928 (8:e storleken) [17]
- Prins Carl - 1928
- Valborg Andrén (8:e storleken)
- Gerda Colliander  - 1928 (8:e storleken)
- Ezaline Boheman  - 1928 (8:e storleken)
- Clara Elisabeth Wahlström  - 1928 (5:e storleken)
- Paulus Drewes - 1928 (12:e storleken)
- Arvid Kellgren, medicine doktor - 1928 (12:e storleken)
- Sally Helena Hadora von Bahr - 1928 (8:e storleken)
- Tyra Emma Olava Wallin - 1928 (5:e storleken)
- Per Eriksson, brukspatron - 1928 (12:e storleken)
- Alma Detthow, skolföreståndare - 1929 (8:e storleken)[18]
- Henrik Wilhelm Zethelius, häradshövding, ordf. Läcköföreningens arbetsutskott - 1929 (8:e storleken)
- Leonard Bygdén, överbibliotekarie - 1929 (8:e storleken)
- Anna Henrietta Berggren - 1929 (5:e storleken)
- Agnes Ericson - 1929 (8:e storleken)
- Signe Wilhelmina Ulrika Bergman - 1929 (5:e storleken)
- Karl Toll, general - 1929 (12:e storleken)
- Augusta Lithner - 1929 (5:e storleken)
- Agnes Hammarskjöld, f. Almquist, landshövdingska - 1930[19]
- Louise Nathorst, skolföreståndarinna - 1930
- Sigfrid Skarstedt, justitieråd - 1930 (12:e storleken)
- Waldemar Beijer, grosshandlare - 1930 (8:e storleken)
- Karin Fjällbäck-Holmgren - 1930 (5:e storleken)
- Ebba Fick - 1930 (5:e storleken)
- Gustaf Ankarcrona, konstnär - 1930 (8:e storleken)
- Raoul Hamilton, godsägare - 1930 (18:e storleken)
- Ellen Tiselius - kulturpersonlighet, filantrop - 1930 (åttonde storleken), 1950 (tolfte storleken)[20]
- Agnes Hammarskjöld, landshövdingska - 1930 (8:e storleken)
- Marianne Ekman, landshövdingska, friherrinna, född Klingspor, ordf. Västergötlands hemslöjdsförening m.m. - 1930 (8:e storleken)
- Oscar von Heidenstam - 1931 (12:e storleken)[21]
- Henric Sebastian Tham, riksgäldsfullmäktig - 1931 (8:e storleken)
- Ingrid von Seth, justitierådinna - 1931 (8:e storleken)
- Wilhelmina Anna Charlotta von Essen - 1931 (5:e storleken)
- Gerda Höglund - 1932 (5:e storleken) [22]
- Axel Welin, ingenjör - 1932 (8:e storleken)
- Agda Christina Reuterskiöld, amanuens -1932 (5:e storleken)
- Valfrid Palmgren Munch-Pedersen, universitetslektor, fil. dr - 1932 (8:e storleken)
- Axel Ekman, landshövding, ordf. Läcköföreningen - 1932 (12:e storleken)
- Elin Falk, gymnastikledare - 1932 (8:e storleken)
- Seth Kempe bruksägare - 1932 (18:e storleken)
- Gustaf Wilhelm Hörstadius, hovrättsråd - 1932 (8:e storleken)
- Martina Lundgren - 1932 (8:e storleken)
- Pehr von Seth, justitieråd - 1932 (12:e storleken)
- Otto Lindeberg, direktör - 1932 (8:e storleken)
- Henric Tamm, riksgäldsfullmäktige - 1932 (12:e storleken)
- Nils Hansson, professor - 1932 (12:e storleken)
- Georg J:son Karlin, hembygdsforskare - 1933 (12:e storleken) [23]
- Olof Wahlgren, överstelöjtnant - 1933 (8:e storleken)
- Mary Emily von Sydow - 1933 (8:e storleken)
- Hugo Lagerström, boktryckare - 1933 (8:e storleken)
- Hjalmar Berg, undervisningsråd - 1933 (8:e storleken)
- Ingeborg Schager, föreståndarinna - 1933 (5:e storleken)
- Ellen Moberg, pedagog och politiker - 1933 (5:e storleken)
- Maria Moberg, förskolepionjär - 1933 (5:e storleken)
- Signe Laurell, feminist - 1933 (8:e storleken)
- Ida Lovisa Elisabeth Ramel - 1933 (8:e storleken)
- Emma Andelius, svensk hemslöjd - 1933 (5:e storleken)
- Carl Sahlin bruksdisponent, fil, dr - 1933[24]
- Eva Christina von Stockenström - 1934 (8:e storleken) [25]
- Berta Vilhelmina Henrietta Haller, rektor - 1934 (8:e storleken)
- Axianne Thorstenson, feminist - 1934 (8:e storleken)
- Julia von Sneidern, läkare - 1934 (8:e storleken)
- C. A. Stalin, läroverksadjunkt - 1934 (5:e storleken)
- Alba Maria Langenskiöld, friherrinna - 1934 (8:e storleken)
- Lydia Wahlström, filosofie doktor - 1934 (8:e storleken)
- Ebba Charlotta Mörner, grevinna - 1934 (8:e storleken)
- Anders Gustaf Hedenskog, museiintendent - 1934 (8:e storleken)
- Thyra Klinckowström, friherrinna - 1934 (5:e storleken)
- Gertrud Törnell - 1934 (5:e storleken)
- Oscar Bernadotte - 1934 (18:e storleken)
- Kristina Natalia Mörner - 1934 (8:e storleken)
- Sandra Unger, landshövdingska - 1934 (8:e storleken)
- Carl Kempe, direktör - 1934 (12:e storleken)
- Adolf Murray, ståthållare - 1935 (12:e storleken)
- John Böttiger, överintendent - 1935 (12:e storleken)
- C E B Lindström, disponent - 1935 (8:e storleken)
- Erik Marks von Würtemberg, president - 1935 (18:e storleken)
- Nils Enoch Hellström, generaldirektör - 1935 senast
- Josef Sachs, generalkonsul - 1935 senast
- Oscar von Sydow, riksmarskalk - 1935 senast (artonde storleken med kedja)
- Carola Eneroth, föreståndarinna - 1936 (8:e storleken)
- Marja Edén, landshövdingska - 1936 (8:e storleken)
- Thorsten Laurin, direktör 1936 (12:e storleken)
- Hilda Sjögren, fru - 1936 (5:e storleken)
- Herta Svensson, personalkonsulent - 1936 (8:e storleken)
- Alfhild Tamm, doktor - 1936 (8:e storleken)
- Anna Höglin, föreståndarinna - 1936 (8:e storleken)
- Hanna Rydh, doktor - 1936 (8:e storleken)
- Artur Bäckström, godsägare - 1936 (12:e storleken)
- Clara Boström, fröken - 1936 (8:e storleken)
- Ulla Rinman, fru - 1936 (5:e storleken)
- Viktor Almquist, överdirektör - 1936 (12:e storleken)
- Jenny Gerner, fru - 1937 (5:e storleken)
- Fanny Ramel, friherrinna - 1937 (8:e storleken)
- Anna Falk, f. Sjöbohm, landshövdingska - 1937
- Lotty Bruzelius, f. Kempe, stiftelsegrundare - 1937 (tolfte storleken)
- Maja Lübeck, landshövdingska - 1937 (8:e storleken)
- Lizinka Dyrssen, amiralska - 1937 (8:e storleken)
- Hanna Ekelund, fröken - 1937 (5:e storleken)
- Emma Murray, landshövdingska - 1937 (8:e storleken)
- Karl Fredrik Göransson, bruksdisponent - 1937
- Ingegerd Beskow, landshövdingska - 1937 (8:e storleken)
- Gerda Roempke, fru - 1937 (5:e storleken)
- Anna Nilsson, fru - 1937 (5:e storleken)
- Karl Fries, filosofie doktor - 1937 (8:e storleken)
- Sigrid Carolina Hagströmer, landshövdingska - 1937 (8:e storleken)
- Signe Nilsson, landshövdingska - 1937 (8:e storleken)
- Richard Steffen, filosofie doktor - 1937 (8:e storleken)
- Anders Pers, chefredaktör - 1937 (12:e storleken)
- Gerhard Halfred von Koch - 1938 (12:e storleken)
- Gertrud Rodhe, landshövdingska - 1938 (8:e storleken)
- Anna Herslow, fröken - 1938
- Elli Björkstén, första lärarinna - 1938
- Greta Adrian, gymnastikdirektör - 1938 (5:e storleken)
- Alfred Petrén, professor emeritus - 1938
- Gösta Malm, generaldirektör - 1938 (12:e storleken)
- Gerhard Forssell, professor - 1938 (12:e storleken)
- Gustav Rosén, landshövding - 1938 (12:e storleken)
- Marrit Hallström, gymnastikdirektör - 1938 (5:e storleken)
- Erik Wisén, charge d'affaires - 1939
- Alexandra Wisén (född Loviaguine), fru - 1939 (8:e storleken)
- Kronprins Gustaf - 1939 (18:e storleken)
- Aline Hasselrot, landshövdingska - 1939 (8:e storleken)
- Ellen Palmstierna - 1939 (5:e storleken)
- Ese Banck, fru - 1939 (8:e storleken)
- Ragnar Sohlman, före detta kommerseråd - 1940 (12:e storleken)
- Hedvig Lagercrantz (född Croneborg), fru - 1940 (8:e storleken)
- Elisabeth von Bergen, före detta föreståndarinna - 1940 (5:e storleken)
- Anna Lundquist, fru - 1940 (5:e storleken)
- Emma Zorn, fru - 1940 (12:e storleken)
- Karl-Edvard Hällsjö - 1940 (8:e storleken)
- Anna Söderblom, f. Forsell, ärkebiskopinna - 1940 (8:e storleken)
- Einar Key, professor - 1940 (12:e storleken)
- Sigfrid Edström, direktör - 1940 (12:e storleken)
- Maja Schmidt - 1941 (8:e storleken)
- Axel Enström, kommerseråd - 1941 (12:e storleken)
- Marianne Mörner, filosofie doktor - 1941 (8:e storleken)
- Anna Turinna Gustava Rudbeck, amanuens - 1941 (5:e storleken)
- August Lindmark, hovskomakare - 1941 (12:e storleken)
- Karl Schlyter - 1941 (12:e storleken)
- G. J. Lundin, direktör - 1941 (5:e storleken)
- Naëmi Granfelt, föreståndarinna - 1941 (5:e storleken)
- Natanael Beskow, teologie doktor - 1941 (8:e storleken)
- Ebba Henrietta Johansson (född Lindström), fru - 1941 (5:e storleken)
- Emfrid Bachman, fru - 1942 (8:e storleken)
- Hilda Cecilia Kockum, fröken - 1942 (5:e storleken)
- Augusta Fredrika Palmborg, fru - 1942 (5:e storleken)
- Tyra Wadner, överstinna - 1942 (8:e storleken)
- Anna Ahlström, filosofie doktor - 1942 (8:e storleken)
- Pauline Brunius, dramatenchef - 1942 (8:e storleken)
- Gertrud Aulén, fröken - 1942
- Ellen Kleman, fröken - 1942 (5:e storleken)
- Beda Löfberg, doktorinna - 1942 (5:e storleken)
- Eva Ramstedt, fröken - 1942 (8:e storleken)
- Elin Ericson, amiralinna - 1942 (5:e storleken)
- Helmer Lagergren, postmästare, kulturforskare - 1942 (5:e storleken)
- Anders Johan Bärg, riksdagsman - 1942 (12:e storleken)
- Axel Lindblad, filosofie doktor - 1943 (12:e storleken)
- Hillevi Gödecke, skolföreståndarinna - 1943 (8:e storleken)
- Margareta Mueller, föreståndare för Fredrika Bremerförbundets sjuksköterskebyrå - 1943 (5:e storleken)
- Elisabeth Linnér, landshövdingska - 1943 (8:e storleken)
- Edit Ekman, fru - 1943 (5:e storleken)
- Axel Granholm, före detta generaldirektör - 1943 (18:e storleken med kedja av guld)
- Hildur Lundberg, andre bibliotekarie - 1943 (5:e storleken)
- Martina Åkerman (född Björnstjerna), generalska - 1944 (5:e storleken)
- Signe Ekblad, missionär och lärarinna i Jerusalem - 1944 (8:e storleken)
- Helena Klein, sanatorieläkare - 1944 (8:e storleken)
- Maja Carlquist, gymnastikdirektör - 1944 (5:e storleken)
- Valfrid Spångberg, redaktör - 1944 (8:e storleken)
- Nils Alexanderson, justitieråd - 1944 (12:e storleken)
- Lennart Berglöf, generaldirektör - 1944 (12:e storleken)
- Ellen Petré (född Lindergren), fru - 1944 (8:e storleken)
- Anna Fristedt-Smith, fru - 1944 (8:e storleken)
- Hanna Bratt, rektor - 1944 (5:e storleken)
- Mattis Hörlén, statens instruktör i hemslöjd - 1944 (5:e storleken)
- Sigfrid Linnér, landshövding - 1944 (12:e storleken)
- Elna Palme Dutt, redaktör - 1944 (8:e storleken)
- Signe Westelius, rektor vid Göteborgs småskoleseminarium - 1945 (5:e storleken)
- Arthur Lindhagen, justitieråd och Svenska turistföreningens ordförande - 1945 (12:e storleken)
- Erland von Hofsten, kammarherre - 1945 (12:e storleken)
- Astrid Björkman, överläkare, kvinnopionjär 1945 (8:e storleken)
- Olivia Nordgren, riksdagsledamot - 1945 (12:e storleken)
- Anna Johansson-Visborg - 1945 (8:e storleken)
- Carola Wachtmeister, grevinna - 1945 (8:e storleken)
- Alf Grabe, myntdirektör - 1945 (8:e storleken)
- Alice Quensel, undervisningsråd - 1945 (8:e storleken)
- Carl Larsson i By, författare - 1945 (8:e storleken)
- Svea Rylander, ordförande i södra KFUK - 1945 (5:e storleken)
- Karin Boman, sekreterare i Svenska föreningen för Dövas väl - 1945 (5:e storleken)
- Anna Edlund-Hansson - 1945 (5:e storleken)
- Hulda Ehrnberg, föreståndarinna för Sigrid Rudbecks skola - 1945 (5:e storleken)
- Gustaf Lindström, generalmajor - 1946 (12:e storleken)
- Edwin Ohlsson, disponent - 1946 (12:e storleken)
- Jakob Pettersson, borgmästare - 1946 (12:e storleken)
- Signe Lagerwall, föreståndarinna - 1946 (8:e storleken)
- Axel Leman, direktör - 1946 (8:e storleken)
- Hilda Lindstedt - 1946 (8:e storleken)
- Ottil Matton (född Säfwenberg) - 1946 (8:e storleken)
- Bror Nilsson, egnahemsdirektör och riksdagmsman - 1946 (8:e storleken)
- Ernst Norlind, författare - 1946 (8:e storleken)
- Gottfrid Palm, direktör - 1946 (8:e storleken)
- Karin Ringenson, lektor - 1946 (8:e storleken)
- Jeanne Roullier, föreståndarinna för Franska skolan - 1946 (8:e storleken)
- Matilda Staël von Holstein, advokat, kvinnosakspionjär - 1946 (8:e storleken)
- Nanna Svartz, professor - 1946 (åttonde storleken)
- Ruth Svensson, överläkare - 1946 (åttonde storleken)[26]
- Naima Sahlbom, doktor - 1946 (åttonde storleken)
- Elin Wingqvist-Renck, överläkare - 1946 (åttonde storleken)[27]
- Joel Haugard, redaktör - 1946 (5:e storleken)
- Anders Johansson, rektor i Vara - 1946 (5:e storleken)
- Hedvig Renström (född Lothingius) - 1946 (5:e storleken)
- Anna Rex (född Jönsson), direktör - 1946 (5:e storleken)
- Lotten Lignell, föreståndarinna vid Sophiahemmet - 1946 (5:e storleken)
- Natanael Gärde, före detta justititierådet - 1947 (18:e storleken)
- Kerstin Hesselgren - 1947 (12:e storleken)[11]
- Oscar Olsson, lektor - 1947 (12:e storleken)
- Einar Bager, konstnär - 1947[28] (8:e storleken)
- Esther Boussard (född Schauman) - 1947 (8:e storleken)
- Inga Cavalli-Björkman, psykiater - 1947 (åttonde storleken)[29]
- Svea Forsman - 1947 (8:e storleken)
- Elisabeth Dahr - 1947 (8:e storleken)
- Jalmar Furuskog - 1947 (8:e storleken)
- Emma Jacobsson (född Stiasny), landshövdingska - 1947 (8:e storleken)
- Margit Levinson, landshövdingska - 1947 (8:e storleken)
- Eleonor Lilliehöök - 1947 (8:e storleken)
- Axel Malmquist, borgmästare - 1947 (8:e storleken)
- Clarence von Rosen, hovstallmästare - 1947 (8:e storleken)
- Maja Sandler, landshövdingska - 1947 (8:e storleken)
- Elisif Théel (född Roth), landshövdingska - 1947 (8:e storleken)
- Johanna Andersson (född Bergquist) - 1947 (5:e storleken)
- Nathalia Ahlström (född Osberg) - 1947 (5:e storleken)
- James Waldemar Nikolas Hendry, fabrikör - 1947 (5:e storleken)
- Nils Larsson, direktör - 1947 (5:e storleken)
- Hjort Anders Olsson, spelman - 1947 (5:e storleken)
- Amos Anderson, bergsråd - 1948 (12:e storleken)
- David Andersson, undervisningsråd - 1948
- Pauline Brunius - 1948 (12:e storleken - erhöll 8:e storleken 1942)
- Olof Kinberg, professor - 1948 (12:e storleken)
- Göran Liljestrand, professor - 1948 (12:e storleken)
- Harald Åkerberg, redaktör - 1948 (12:e storleken)
- Karin Bratt (född Wendel), fru - 1948 (8:e storleken)
- Valdemar Dahlgren, musikskoleföreståndare - 1948 (8:e storleken)
- Hjalmar Danielsson, missionsföreståndare - 1948 (8:e storleken)
- Emy Ek, rektor - 1948 (8:e storleken)
- Asta Kihlbom, professor - 1948 - 1948 (8:e storleken)
- Knut Lindroth, teaterdirektör - 1948 (8:e storleken)
- Assar Blomberg, redaktör, folkminnesforskare - 1948 (5:e storleken)
- Märta André, lärare vid socialinstitutet - 1948 (5:e storleken)
- Anna Cederström, fröken - 1948 (5:e storleken)
- Gunhild Drake, byrådirektör - 1948 (5:e storleken)
- Elsa Dyrssen, rektor - 1948 (5:e storleken)
- Ingeborg Forsslund, fröken - 1948 (5:e storleken)
- Hjalmar Johansson, överbanmästare - 1948 (5:e storleken)
- Hildur Ljungdahl, lektor - 1948 (5:e storleken)
- K. A. Modén, missionssekreterare - 1948 (5:e storleken)
- Ebba Persson, rektor - 1948 (5:e storleken)
- Maria Pihl, lektor - 1948 (5:e storleken)
- Maria Sandström, blåbandsordförande - 1948 (5:e storleken)
- Vendela Wester Wåhlström, rektor - 1948 (5:e storleken)
- Christian Bartel, professor – 1949 (12:e storleken)
- Axel Hirsch, direktör – 1949 (8:e storleken)
- Kurt Belfrage, direktör - 1949 (8:e storleken)
- Carl-Gustaf Bruno, expeditionschef – 1949 (8:e storleken)
- Nils Bruzelius, apotekare – 1949 (8:e storleken)
- Greta Hedin, docent – 1949 (8:e storleken)
- Manne Hofrén, landsantikvarie – 1949 (8:e storleken)
- Anna Isberg – 1949 (8:e storleken)
- John Kroon, hovintendent – 1949 (8:e storleken)
- Gerda Rydell, rektor – 1949 (8:e storleken)
- Dagmar Stenbeck – 1949 (8:e storleken)
- Karin Söderholm-Strömberg, överläkare – 1949 (8:e storleken)
- Augusta Björling, lektor – 1949 (5:e storleken)
- Greta Gahn – 1949 (5:e storleken)
- Signe Henschen – 1949 (5:e storleken)
- Ragna Stang Braadland Lundberg – 1949 (5:e storleken)
- Anna Lutterman, rektor – 1949 (5:e storleken)
- Ebba Odhner – 1949 (5:e storleken)
- Hulda Rutberg, lektor – 1949 (5:e storleken)
- J. A. Widergren, folkskollärare – 1949 (5:e storleken)
- Elisabeth Winqvist, missionär – 1949 (5:e storleken)
- Ellen Tiselius, landshövdingska och röda korsetchef - 1950 (12:e storleken)
- Gerda Boëthius, professor - 1950 (8:e storleken)
- Fritz H. Eriksson, direktör - 1950 (8:e storleken)
- Karin Fjällbäck-Holmgren - 1950 (8:e storleken - fick 5:e storleken 1930))
- Mia Leche-Löfgren - 1950 (8:e storleken)
- Ester Lutteman, teolog - 1950 (åttonde storleken)[30]
- Nils Schenke, undervisningsråd - 1950 (8:e storleken)
- Ruth Wikander, lektor - 1950 (8:e storleken)
- Olga Lovisa Bergmann, adjunkt - 1950 (5:e storleken)
- Anders Jobs, musikdirektör - 1950 (5:e storleken)
- Ellida Lagerman, adjunkt - 1950 (5:e storleken)
- Olga Lovisa Bergmann, adjunkt - 1950 (5:e storleken)
- K E B Lidholm, intendent - 1950 (5:e storleken)
- Elise Ottesen-Jensen, sexualupplysare, med. dr hc - 1950 (5:e storleken)
- Sofia Widén, textilkonstnär - 1950 (5:e storleken)
- Gunnar Bjurman - 1951 (8:e storleken)
- Maja Carlquist - 1951 (8:e storleken)
- Elsa Cedergren - 1951 (8:e storleken)
- N. Otto Heinertz - 1951 (8:e storleken)
- Beth Hennings - 1951 (8:e storleken)
- Sigrid Höijer - 1951 (8:e storleken)
- Helga Johansson - 1951 (8:e storleken)
- Annie Koch - 1951 (8:e storleken)
- Maja Mannerfelt - 1951 (8:e storleken)
- Ingrid Oswald - 1951 (8:e storleken)
- Elsa Warburg - 1951 (8:e storleken)
- Anna Arfwidsson - 1951 (5:e storleken)
- Karin Berg - 1951 (5:e storleken)
- Karin Bergman - 1951 (5:e storleken)
- Thekla Edstrand - 1951 (5:e storleken)
- Karin Elfverson - 1951 (5:e storleken)
- Louise Erikson - 1951 (5:e storleken)
- Sigrid Granberg - 1951 (5:e storleken)
- Ellen Hedenlund - 1951 (5:e storleken)
- Alice Hellström - 1951 (5:e storleken)
- Ragnhild Ljungner - 1951 (5:e storleken)
- Gunvor Sahlin - 1951 (5:e storleken)
- Elsa Sellman - 1951 (5:e storleken)
- Ingeborg Tegnér - 1951 (5:e storleken)
- Agda Österberg - 1951 (5:e storleken)
- Waldemar Borgquist, före detta generaldirektör – 1952 (12:e storleken)
- Hilding Kjellman, landshövding - 1952 (12:e storleken)
- Gunnar Hirdman, studierektor - 1952 (8:e storleken)
- Karl Kilbom, direktör - 1952 (8:e storleken)
- Raoul Wallenberg, diplomat - 1952 (8:e storleken)
- Louise Adelswärd, friherrinna - 1952 (5:e storleken)
- Anna Berit Wallenberg, filosofie licentiat - 1952 (5:e storleken)
- Ingrid Wickman, föreståndarinna - 1952 (5:e storleken)
- Ruth Ingeborg Charlotta Wikström - 1952 (5:e storleken)
- Carin Ulin, pedagog - 1954 (femte storleken)[31]
- Hilda Olsson, f. Fredriksson (pseud. Kerstin Hed), författare - 1955
- Conrad Jonsson (Conke), landshövding - 1957
- Hugo Höglund, sjukhusdirektör - 1957 (tolfte storleken)[32]
- David Åhlén, kyrkomusiker - 1958 (Åttonde storleken)[33]
- Ludvig Siedberg, kyrkomusiker - 1958 (femte storleken)[34]
- Iwan Bolin, fil dr, kemist, folkbildare, författare - 1959
- Sven Lutteman, borgmästare - 1959 (åttonde storleken)[35]
- Alf Ahlberg, filosof - 1959 (tolfte storleken)
- Evert Taube, författare och musiker, fil. dr hc - 1960
- David Ahlqvist, konstnär, författare, kompositör och hembygdsvårdare - 1960(1961?) (femte storleken)
- Carl Elmgård, amiralitetspastor – 1961 (åttonde storleken)
- Gottfrid Boon, pianopedagog - 1961 (åttonde storleken)[36]
- Hilding Hallnäs, tonsättare - 1963 (femte storleken)[37]
- Gunnar Ullenius, landsantikvarie - 1963 (åttonde storleken)[38]
- Erik W. Höjer, generaldirektör - 1964 (tolfte storleken)
- Ivar Göthberg, överste – 1964 (tolfte storleken)
- Hugo Hammarström, kompositör - 1965 (femte storleken)[39]
- Rune Lindström, manusförfattare och skådespelare - 1966 (åttonde storleken)[40]
- Ragnar Lund, undervisningsråd - 1968 (tolfte storleken)[41]
- Alfred Bexelius, justitieombudsman, jur. dr hc - 1972 (tolfte storleken)

### 1975
- Bengt Hjelmqvist, bibliotekarie och avdelningsdirektör (åttonde storleken)
- Einar Axel Malmgren, f.d. avdelningsdirektör (femte storleken)

### 1976
- Friedrich Mehler, tonsättare (femte storleken)
- Thure Olof Monthan, tulldirektör (åttonde storleken)
- Johannes Norrby, konserthuschef (åttonde storleken)
- Per Sandeberg, studierektor (åttonde storleken)
- Carl E. W. Sebardt, bruksdisponent (åttonde storleken)
- Bernhard Tarschys, universitetslektor (åttonde storleken)
- Jacob Wallenberg, företagsledare (artonde storleken)[42]

### 1977
- Alma Abrahamsson, dövlärare (femte storleken)
- Torsten Althin, musikdirektör (åttonde storleken)
- Gunnar Ahlberg, skoldirektör (åttonde storleken)
- Anders Edestam, kulturforskare, fil. dr hc (femte storleken)
- Martin Fehrm, generaldirektör (tolfte storleken)
- Sven Jerring, radioman (tolfte storleken)
- Marita Lindgren-Fridell, intendent riksutställningar (åttonde storleken)
- Torgny Segerstedt, professor (tolfte storleken)
- Gertrud Serner-Petrén, intendent nationalmuseum (åttonde storleken)
- Uno Willers, riksbibliotekarie (tolfte storleken)
- Margit Vinge, avdelningsdirektör (åttonde storleken)

### 1978
- Nancy Eriksson, riksdagsledamot (åttonde storleken)
- Ulla Lindström, statsråd (tolfte storleken)
- Gunnar Svahnström, landsantikvarie (åttonde storleken)

### 1979
- Ingrid Bergman, skådespelerska (tolfte storleken)
- Gullmar Bergenström, internationell direktör för SAF (tolfte storleken)
- Carl-Henrik Nordlander, riksbankschef (tolfte storleken)
- Arne Westerberg, bruksdisponent (tolfte storleken)

### 1980
- Bengt Gunnhagen, direktör (femte storleken)
- Alf Norström, landsantikvarie (åttonde storleken)

### 1981
- Anders Diös, byggmästare (åttonde storleken)
- Sven Hellqvist, rektor (åttonde storleken)
- Birgit Nilsson, operasångerska (artonde storleken)
- Gösta Renlund, generaldirektör (åttonde storleken)
- Lars Schmidt, direktör (åttonde storleken)

### 1982
- Holger Crafoord, direktör (åttonde storleken)
- Gunnar Lagergren, riksmarskalk (artonde storleken)
- Ragnar Lassinantti, landshövding (tolfte storleken)
- Peter Petersen, docent (åttonde storleken)

### 1983
- Birgit Cullberg, professor (tolfte storleken)
- Einar Hansen, förläggare, redare, kulturpersonlighet (åttonde storleken)
- Bengt Idestam-Almqvist, filosofie licentiat (åttonde storleken)
- Einar Lauritzen, arkivarie (åttonde storleken)
- Axel Wallenberg, skulptör (åttonde storleken)

### 1984
- Rolf Edberg, landshövding (tolfte storleken)
- Tage Erlander, statsråd (artonde storleken)
- Gösta Hedberg, missionsföreståndare (åttonde storleken)
- Gunnar Hedlund, statsråd (artonde storleken)
- Jarl Hjalmarson, landshövding (artonde storleken)
- Torsten Nilsson, statsråd (artonde storleken)
- Bo Simmingsköld, professor (åttonde storleken)
- Gunnar Sträng, statsråd (artonde storleken)
- Ivar Öhman, ambassadör (tolfte storleken)
- Leida Leesment, idrottsinstruktör (femte storleken)

### 1985
- Gunnar Hambraeus, professor (tolfte storleken)
- Greta Garbo, skådespelare (tolfte storleken)
- Astrid Lindgren, författare (tolfte storleken)
- Ulla Molin, redaktör (åttonde storleken)
- Otto Nordenskiöld, radiochef (tolfte storleken)
- Hilding Thylander, filosofie doktor (åttonde storleken)

### 1986
- C.G. Bjurström, skriftställare (åttonde storleken)
- Nils Thedin, direktör (tolfte storleken)
- Hans Ullberg, direktör (åttonde storleken)

### 1987
- Bengt Andersson, folkbildningskonsulent (åttonde storleken)
- Sven Andersson, statsråd (artonde storleken)
- Sven Aspling, statsråd (artonde storleken)
- Gösta Bohman, statsråd (artonde storleken)
- Gerard Bonnier, bokförläggare (åttonde storleken)
- Gunnar Helén, landshövding  (artonde storleken) (1984 tolfte storleken)
- Gunnar Heckscher, politiker, ambassadör (artonde storleken)
- Sandro Key-Åberg, författare (åttonde storleken)
- Rune Rosengren, direktör vid Stiftelsen Skådebanan (åttonde storleken)
- Inga Sylvander, chefspsykolog (åttonde storleken)

### 1988
- Sven O. Andersson, socialdemokratisk publicist och författare (åttonde storleken)
- Tore Browaldh, teknologie doktor (tolfte storleken)
- Carl-Axel Hamberger, professor (åttonde storleken)
- Sixten Ehrling, professor (tolfte storleken)
- Eric Ericson, professor (tolfte storleken)
- Karin Fallenius, filosofie magister (åttonde storleken)
- Ewert Karlsson, politisk karikatyrtecknare (åttonde storleken). Genom ett förbiseende tilldelades han medaljen även 1993, varvid han själv fick påpeka förhållandet och den dubblerade utnämningen annullerades.
- Nils Landqvist, docent (tolfte storleken)
- Ingvar Nordin, direktör (åttonde storleken)
- Nils Poppe, skådespelare (åttonde storleken)
- Urban Rosenblad, generaldirektör (åttonde storleken)
- Edward Sjöblom, mästerlots (åttonde storleken)
- Alf Åkerman, teknologie doktor - 1988 (tolfte storleken)

### 1989
- Yngve Bengtsson, redaktör (åttonde storleken)
- Erik Edin (åttonde storleken)
- Knut Johansson, förbundsordförande (artonde storleken)
- Ernst Michanek, generaldirektör (tolfte storleken)
- Olof Widgren, skådespelare (åttonde storleken)
- Kurt Salomonson, författare (åttonde storleken)

### 1990
- Barbro Johansson, missionär (åttonde storleken)
- Rolf Luft, professor - 1990 (tolfte storleken)
- Gunnar Nelker, försäkringsdirektör (åttonde storleken)
- Anta Ryman, gymnastikdirektör (åttonde storleken)
- Ann-Marie Thunberg, teologie doktor (åttonde storleken)

### 1991
- Nils Dahlbeck, filosofie doktor (åttonde storleken)
- Gösta Folke, regissör (åttonde storleken)
- Carl Olof Josephson, chefredaktör (åttonde storleken)
- Fritz Karlsson, studieombudsman (åttonde storleken)
- Svante Lundkvist, statsråd (tolfte storleken)
- Hans Löwbeer, generaldirektör (tolfte storleken)
- Birger Norman, författare (åttonde storleken)
- Valfrid Paulsson, generaldirektör (tolfte storleken)
- Gösta Vogel Rödin, direktör (åttonde storleken)
- Karin Söder, statsråd (tolfte storleken)
- Ingvar Wixell, hovsångare (tolfte storleken)

### 1992
- Gunde Johansson, vissångare, tonsättare (femte storleken)
- Arne Klingborg (åttonde storleken)
- Red Mitchell, jazzmusiker (åttonde storleken)
- Gunnar Nordbeck, generaldirektör - 1992 (tolfte storleken)
- Tor Sverne, justitieråd - 1992 (tolfte storleken)

### 1993
- Allan Everitt, förbundsjurist (åttonde storleken)
- Egon Kjerrman, musikdirektör (åttonde storleken)
- Lars Lönndahl, sångare (åttonde storleken)
- Lars-Erik Wahlgren, generallöjtnant (tolfte storleken)

### 1994
- Kjerstin Dellert, operasångerska (åttonde storleken)
- Arne Domnérus, musiker, (åttonde storleken)
- Ivonny Lindquist, läkare (åttonde storleken)
- Karl-Egon Lindberg, direktör (åttonde storleken)
- Kerstin Meyer, operasångerska (åttonde storleken)
- Gerald Nagler, människorättsaktivist (åttonde storleken)
- Hans Olof (Putte) Wickman, musiker (åttonde storleken)
- Lars-Erik Thunholm, bankdirektör (tolfte storleken)
- Roland Sandberg, försvarsdirektör (åttonde storleken)
- Karin Stensland Junker, docent (åttonde storleken)

### 1995
- Sten Andersson, politiker (artonde storleken)
- Sven-Olof Brattgård, professor emeritus (åttonde storleken)
- Gottfried Grunewald, översättare (åttonde storleken)
- Ingemar von Heijne, producent (åttonde storleken)
- Margaretha Krook, skådespelare (åttonde storleken)
- Björn Nilsson, redaktör (åttonde storleken)
- Madeleine Uggla, musikdirektör (femte storleken)
- Ulf Svensson, direktör (åttonde storleken)
- Gösta Svalberg, balettmästare (åttonde storleken)
- Sverker Åström, diplomat (tolfte storleken)

### 1996
- Lars Gustafsson, riksdagsledamot (åttonde storleken)
- Matts Halldin, läkare (åttonde storleken)
- Åke Isling, pedagog (åttonde storleken)
- Elver Jonsson, riksdagsledamot (åttonde storleken)
- Olof Lagercrantz, författare (tolfte storleken)
- Solveig Paulsson, f.d. förste vice ordförande i Lärarförbundet (åttonde storleken)
- Gustaf Päkkos, fiolspelman (femte storleken)
- Lennart Teveborg, generaldirektör (åttonde storleken)
- Bengt Törnell, kammarrättsråd (åttonde storleken)
- Lars Werkö, professor (tolfte storleken)

### 1997
- Ragnar Berfenstam, professor  (åttonde storleken)
- Magnus Johnson, trädgårdsarkitekt (femte storleken)
- Margareta Dellefors, operasångerska (femte storleken)
- Gösta Frohm, friluftsledare (femte storleken)
- Kjell Glennert, länskronodirektör (åttonde storleken)
- Rudolf Meidner, professor (tolfte storleken)
- Bo Nylund, teologie doktor  (åttonde storleken)
- Åke Sandin (fredsaktivist) (åttonde storleken)
- Margareta Svensson, LO-sekreterare (åttonde storleken)
- Carl-Edvard Sturkell, lagman (åttonde storleken)
- Stig Strömholm, professor  (tolfte storleken)

### 1998
- Einar Edvardsson, byråchef (åttonde storleken)
- Hédi Fried, författare, förintelseöverlevare (åttonde storleken)
- Hagge Geigert, teaterdirektör (åttonde storleken)
- Ulf Larsson, generaldirektör (tolfte storleken)
- Carl-Adam Nycop, tidningsman (åttonde storleken)
- Thage G Peterson, riksdagens f.d. talman (artonde storleken)
- Elisabet Stavenow-Hidemark, filosofie doktor (femte storleken)
- Ivan Östholm, medicine och farmakologie doktor (åttonde storleken)

### 1999
- Bertil Bengtsson, justitieråd (åttonde storleken)
- Lars Björkbom, ambassadör (åttonde storleken)
- Mats Börjesson, generaldirektör (åttonde storleken)
- Barbro Carlsson, engagerad i handikapprörelsen (åttonde storleken)
- Hans Danelius, justitieråd (åttonde storleken)
- Ingvar Ekesbo professor (åttonde storleken)
- Magdalena Magda Eggens, författare (åttonde storleken)
- Karl Grunewald, professor, medicinalråd (åttonde storleken)
- Arne Isacsson, konstnär (femte storleken)
- Olof Johansson, förutv. partiledare, riksdagsledamot (artonde storleken)
- Ingvar Lindgren, professor emeritus, atomfysiker (åttonde storleken)
- Rita Liljeström, f. Laxén,  professor, sociolog (åttonde storleken)
- Olof Lund, industriman (åttonde storleken)
- Carl-Anton Spak, lagman (åttonde storleken)
- Kurt Stern, folkbildare inom ABF (femte storleken)
- Håkan Strömberg, professor i juridik (åttonde storleken)
- Georg Suttner, konstnär (femte storleken)
- Göte Svensson, ambassadör (åttonde storleken)

### 2000
- Sten Lundgren, chefredaktör för tidningen Vi (åttonde storleken)
- Tor Sellström (femte storleken)
- Björn Wahlström, vd för SSAB (tolfte storleken)
- Birgitta Östlund (femte storleken)

### 2001
- Ulrich Herz, nationalekonom och journalist (femte storleken)
- Bengt Häger, professor, museichef (åttonde storleken)
- Bengt Göransson, förutv. statsråd, folkbildare (tolfte storleken)
- Ola Ullsten, förutv. statsminister, f.d. ambassadör (tolfte storleken)
- Dina Schneidermann, violinist (femte storleken)

### 2002
- Per Anger, diplomat (åttonde storleken)
- Lennart Nilsson, fotograf (tolfte storleken)
- Ilon Wikland, f. Pääbo, konstnär, illustratör (femte storleken)
- Bengt-Arne Wallin, musiker (femte storleken)
- Monica Zetterlund, f. Nilsson, sångerska, skådespelerska (åttonde storleken)
- Lütfi Özkök, fotograf (åttonde storleken)

### 2003
- Alice Babs Sjöblom, f. Nilsson, hovsångerska (åttonde storleken)
- Lasse Berghagen, artist (åttonde storleken)
- Birgitta Dahl, riksdagens f.d. talman (artonde storleken)
- Barbro Westerholm, f. Lagergren, riksdagsledamot, generaldirektör (åttonde storleken)

### 2004
- Lage Andréasson, ordförande i PRO (åttonde storleken)
- Lennart Johansson, idrottsledare (tolfte storleken)
- Ferenc Göndör, författare, folkbildare (åttonde storleken)

### 2005
- Yehuda Bauer, forskare om Förintelsen (tolfte storleken)
- Jan Schaffer, musiker (åttonde storleken)

### 2006
- Peter Dahl, konstnär (tolfte storleken)
- Inge Johansson, redaktör, folkbildare inom ABF (åttonde storleken)
- Gösta Vestlund, lärare, folkhögskolerektor (åttonde storleken)

### 2008
- Gustav Kraitz, keramiker och skulptör, och Ulla Kraitz, skulptör
- Ralph Lundsten, tonsättare och konstnär (åttonde storleken)
- Madeleine Pyk, bildkonstnär

### 2009
- Rolf Carlsson, idrottsutbildare (åttonde storleken)[43]
- Barbro Lindgren, författare (åttonde storleken)[44]

### 2010
- Bernt Rosengren, jazzmusiker (åttonde storleken)[45]
- Hans Rosling, professor i internationell hälsa (åttonde storleken)[46]
- Jesper Svenbro, litteraturvetare och poet (åttonde storleken)[47]
- Rosa Taikon, silversmed (åttonde storleken)[48]
- Marika Wachtmeister, grundare av Stiftelsen Wanås utställningar (åttonde storleken)[49]

### 2012
- Gunilla Bergström, författare (åttonde storleken)[50]

### 2013
- Margareta van den Bosch, modedesigner (åttonde storleken)[51]
- Pär Engsheden, modedesigner (åttonde storleken)[51]
- Inge Jonsson, litteraturvetare (tolfte storleken)[52]

### 2014
- Suzanne Osten, regissör (åttonde storleken)[53]
- Martin Widmark, författare (åttonde storleken)[54]
- Jakob von Uexkull, författare, filantrop (tolfte storleken)[55]

### 2015
- Arne Ljungqvist, professor i medicin vid Karolinska Institutet (tolfte storleken)[56]

### 2016
- Kjersti Bosdotter, fackligt engagerad (tolfte storleken)[57]
- Margareta Biörnstad, riksantikvarie och arkeolog (tolfte storleken)[57]
- Barbro Franckié, museichef och kulturproducent (åttonde storleken)[57]
- Anna-Stina Malmborg, docent (åttonde storleken)[58]
- Gunnar Höglund, professor (åttonde storleken) [58]
- Jan Eliasson, vice generalsekreterare för Förenta Nationerna (artonde storleken) [59]

### 2017
- Otto Cars, professor samt  en av experterna i FN:s samverkansgrupp om antimikrobiell resistens (tolfte storleken)[60]
- Carl Johan De Geer (12:e storleken)[61]
- Livia Fränkel, förintelseöverlevare (8:e storleken) [61]
- Britta Marakatt-Labba, textilkonstnär, målare och grafiker (8:e storleken)[61]

### 2018
- Hans Blix, jurist, politiker (folkpartist) och ämbetsman. Generaldirektör för Internationella atomenergiorganet (IAEA) 1981–1997 samt verksam inom FN. Utrikesminister (fp) 1978–1979. (18:e storleken)[62]

### 2021
- Stéphane Bruchfeld (8:e storleken), idéhistoriker - för hans omfattande arbete med att forska, folkbilda och informera om Förintelsen och nazismens brott.[63]
- Fred Taikon (8:e storleken), författare - för hans mångåriga arbete med att informera om frågor kopplade till Förintelsen, särskilt det romska folkmordet, och för sitt arbete med att uppmärksamma romsk kultur i Sverige.[63]
- Cristina Caprioli (8:e storleken), koreograf - för hennes omfattande och betydelsefulla arbete som dansare och koreograf samt framstående insatser inom såväl det svenska som det internationella dansområdet.[63]
- Pia Sundhage (8:e storleken), fotbollsspelare och -tränare, för hennes mångåriga och enastående insatser för svensk och internationell fotboll.[64]

### 2022
- Lars G. Nordström (8:e storleken), företagsledare.[65]

### 2023
- Lena Anderson (8:e storleken), författare och illustratör - för framstående insatser som författare och illustratör.[66]
- Christofer Murray (8:e storleken), radioproducent - för framstående insatser som radioproducent och nyårsvärd.[66]
- Carola Häggkvist (8:e storleken), sångerska - för mångåriga och framgångsrika insatser som artist.[66]

### 2024
- Christina Schollin (8:e storleken), skådespelare[67]
- Jonas Gardell (8:e storleken), författare, dramatiker, komiker och artist[67]
- Gunnel Lindberg (8:e storleken), överåklagare[68]
- Inga-Britt Ahlenius (12:e storleken), generaldirektör[68]
- Cecilia Grefve Lang (8:e storleken), f.d. förvaltningschef[68]
- Anitra Steen (12:e storleken), f.d. styrelseordföranden[68]
- Lena Jersenius (8:e storleken), projektledare för "Hågkomstprojektet"[68]
- Bo Dockered (8:e storleken),  styrelseordförande[68]
- Alf Svensson (18:e storleken), f.d. politiker[68]